# Orectognathus szentivanyi
Orectognathus szentivanyi är en myrart som först beskrevs av Brown 1958.  Orectognathus szentivanyi ingår i släktet Orectognathus och familjen myror. Inga underarter finns listade i Catalogue of Life.